# Koróskovo
Koróskovo (en rus: Короськово) és un poble de l'óblast d'Oriol, a Rússia, segons el cens del 2010 tenia 212 habitants. Pertany al districte municipal de Kromi.